# Mats Magnusson
Mats Ture Magnusson (* 10. Juli 1963 in Helsingborg) ist ein schwedischer Fußballspieler.

## Werdegang

### Spielerlaufbahn
Magnusson hat von 1987/88 bis 1991/92 für Benfica Lissabon gespielt. Dabei gewann er mit dem Verein zwei Meistertitel in den Saisons 1988/89 und 1990/91. In der Saison 1989/90 war er Torschützenkönig der ersten Liga mit 33 Treffern. Magnusson war auch im Kader bei den letzten großen internationalen Erfolgen von Benfica, dem Erreichen der Endspiele im Europapokal der Landesmeister 1988 und 1990.
Zuvor lief der Schwede kurzzeitig für den Schweizer Verein Servette FC Genève und vor allem seinen schwedischen Heimatverein Malmö FF, mit dem er ähnlich große Erfolge wie später mit Benfica feiern konnte. So konnte Magnusson während seiner Zeit in Südschweden unter anderem mehrere Male den nationalen Meistertitel gewinnen.
Mats Magnusson war Mitglied der schwedischen Nationalmannschaft bei der Weltmeisterschaft 1990 in Italien. 1991 kehrte der Stürmer zurück in seine Heimat, wo er für den Verein Helsingborgs IF an der Seite eines jungen Henrik Larsson im Sturm spielte. Mit ihm stieg der Verein 1992 in die erste schwedische Liga Allsvenskan auf.

### Trainerlaufbahn
Ab 1994 war Magnusson als Co-Trainer bei seinem letzten Verein Helsingborg aktiv. 1999 übernahm er den Trainerjob beim Kristianstads FF. Nach zwei Jahren verließ er den Club wieder. Von 2002 bis 2009 trainierte er seinen Sohn, der Eishockey bei MODO Hockey in der Junioren-Mannschaft J20 spielte. 2010 trainierte er für kurze Zeit die Mannschaft von Arlövs BI. Im Anschluss an diesen Job kam er für vier Jahre als Jugendtrainer zu Åkarps IF. Im November 2014 übernahm er einen Trainerposten in der Jugend von Trelleborgs FF. Den Posten als Cheftrainer der U-17-Mannschaft musste er aus Zeitmangel bereits im Mai 2015 wieder niederlegen.

## Erfolge
Im Verein
Malmö FF:
- Schwedischer Meister: 1985, 1986, 1987
- Schwedischer Pokalsieger: 1984, 1986

Benfica Lissabon:
- Portugiesischer Meister 1989, 1991
- Portugiesischer Supercup: 1988

- 2 × Teilnahme am Europapokalfinale: 1988, 1990

Individuelle Auszeichnungen
- Bola de Prata (Torschützenkönig der Portugiesischen Liga): 1990 [33 Tore in 32 Spielen]